# ノーポイッ!
「ノーポイッ!」は、Petit Rabbit'sの楽曲。ユニットの3枚目のシングルとして2015年11月11日にNBCユニバーサルより発売された。

## 概要
テレビアニメ『ご注文はうさぎですか??』のオープニングテーマとして制作された楽曲。
販売形態は初回限定盤（GNCA-0400）と通常盤（GNCA-0401）の2種。初回限定盤には本曲をはじめとした全5曲のノンテロップ映像・アニメミュージックビデオを収録したDVDが付属し、キャラクターカード1枚（全5種）がランダムで封入されている。
また、法人特典として同時発売されるチマメ隊によるエンディングテーマ「ときめきポポロン♪」と同時購入すると、描き下ろしイラストを使用したオリジナル収納BOXがプレゼントされる。

## チャート成績
11月10日付のオリコンデイリーランキングでは8,355枚を売り上げ3位にランクイン。翌日11月11日付では6,927枚を売り上げ2位にランクアップした。11月23日付のオリコン週間ランキングでは初動2.3万枚を売り上げ週間4位にランクイン。初動・順位ともに最高記録を更新した。また、アニメ部門では同アニメ初の首位獲得となった。
また、ビルボードのHot Animationにおいても初の1位を獲得した。
NHKの企画『ニッポンアニメ100』で行われた「ベスト・アニソン100」（投票期間：2016年12月12日 - 2017年2月10日）では163位を獲得した。

## シングル収録内容
| 全作詞: 畑亜貴。 |                                                        |           |              |      |
| #                | タイトル                                               | 作詞      | 作曲・編曲   | 時間 |
| 1.               | 「ノーポイッ！」                                       | 畑亜貴    | 大久保薫     | 4:04 |
| 2.               | 「なんとなくミライ」                                   | 畑亜貴    | ツキダタダシ | 4:40 |
| 3.               | 「ノーポイッ! 〜ココアVer.〜」(歌：ココア（佐倉綾音）) | 畑亜貴    | 大久保薫     | 4:04 |
| 4.               | 「ノーポイッ! 〜チノVer.〜」(歌：チノ（水瀬いのり）)   | 畑亜貴    | 大久保薫     | 4:04 |
| 5.               | 「ノーポイッ! 〜リゼVer.〜」(歌：リゼ（種田梨沙）)     | 畑亜貴    | 大久保薫     | 4:05 |
| 6.               | 「ノーポイッ! 〜千夜Ver.〜」(歌：千夜（佐藤聡美）)     | 畑亜貴    | 大久保薫     | 4:04 |
| 7.               | 「ノーポイッ! 〜シャロVer.〜」(歌：シャロ（内田真礼）) | 畑亜貴    | 大久保薫     | 4:05 |
| 8.               | 「ノーポイッ!」(Instrumental)                          | 畑亜貴    | 大久保薫     | 4:05 |
| 9.               | 「なんとなくミライ」(Instrumental)                     | 畑亜貴    | ツキダタダシ | 4:39 |
| 合計時間:        | 合計時間:                                              | 合計時間: | 37:50        |      |

| #  | タイトル                                        | 作詞 | 作曲・編曲 |
| -- | ----------------------------------------------- | ---- | ---------- |
| 1. | 「Daydream café」(ノンテロップオープニング)     |      |            |
| 2. | 「ぽっぴんジャンプ♪」(ノンテロップエンディング) |      |            |
| 3. | 「ノーポイッ！」(ノンテロップオープニング)      |      |            |
| 4. | 「ときめきポポロン♪」(ノンテロップエンディング) |      |            |
| 5. | 「宝箱のジェットコースター」(アニメMV)          |      |            |

## カバー
- ハロー、ハッピーワールド!［弦巻こころ(伊藤美来)、北沢はぐみ(吉田有里)、松原花音(豊田萌絵)］ - 『ご注文はうさぎですか?』とのコラボレーションの一環として、2019年4月27日にゲーム『バンドリ! ガールズバンドパーティ!』に追加収録[7]。2021年11月10日発売のアルバム『バンドリ！ ガールズバンドパーティ！ カバーコレクション Vol.6』でCD初収録[8]。